# Hans Hesse (General)

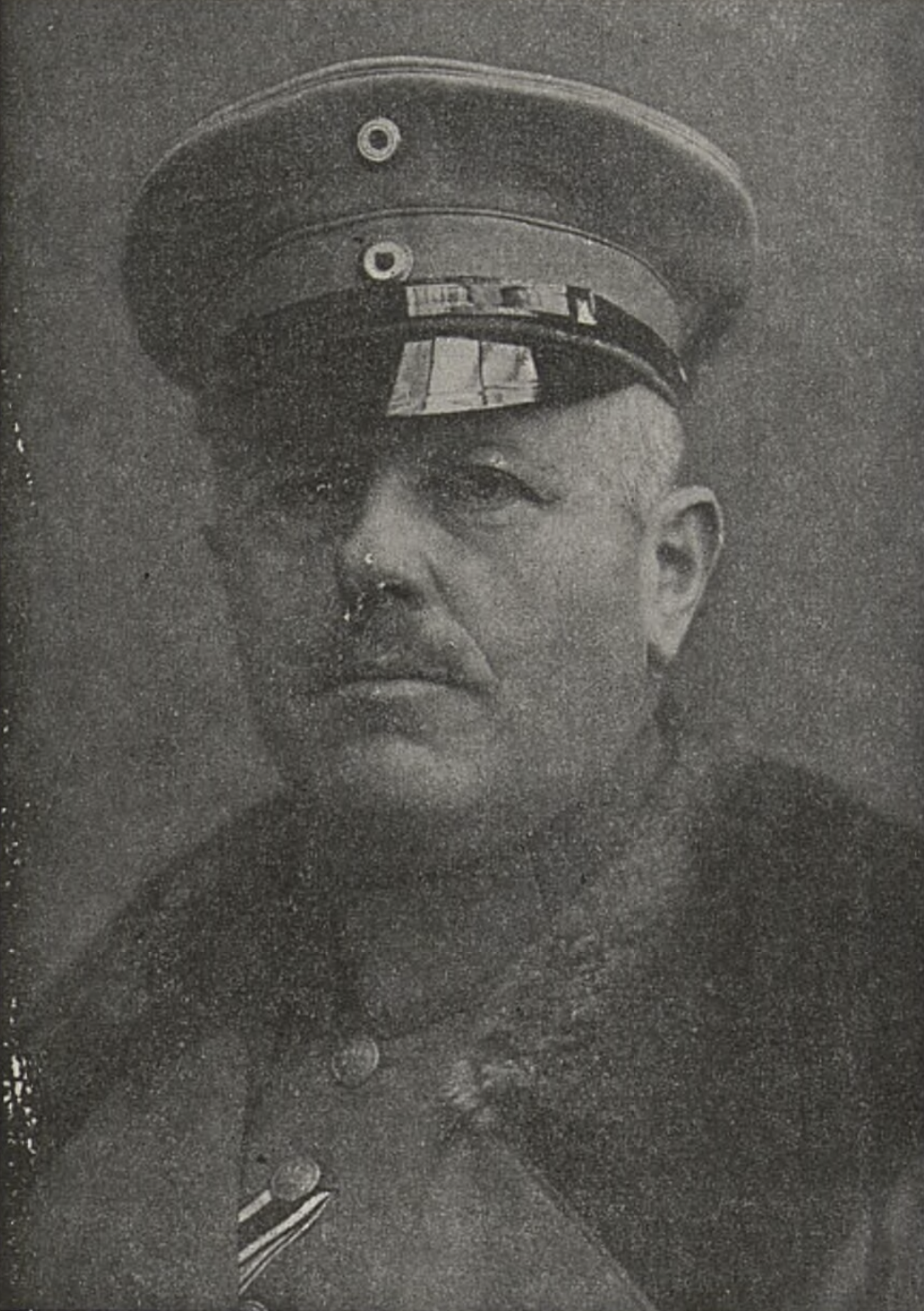
Hesse ca. 1917

Hans Hermann Hesse (* 21. Mai 1865 in Halberstadt; † 8. November 1938 in Wernigerode) war ein deutscher Generalmajor.

## Leben und Wirken
Er war der Sohn des Magazininspektors Julius Hesse aus Halberstadt in der preußischen Provinz Sachsen. Nach dem Schulbesuch schlug er eine militärische Laufbahn ein und war 1897 Premierleutnant bei der 3. Ingenieur-Inspektion und 1907 Major im Großen Generalstab. 1915 wurde er zum Oberst und Chef des Generalstabs der Armee – Abteilung Gaede befördert. Von 1917 bis zum Ende des Ersten Weltkrieges 1918 war er als Oberst beim Nachrichtenwesens beim Chef des Generalstabes des Feldheeres tätig. 1918 wurde er als Generalmajor aus dem aktiven Dienst entlassen. Er zog in den Harz und lebte als Pensionär 20 Jahre in Wernigerode.